# Sent Sarnin de l'Èrm
Sent Sarnin de l'Èrm (en francès Saint-Cernin-de-l'Herm) és un municipi francès situat al departament de la Dordonya i a la regió de la Nova Aquitània.

## Demografia
| 1962                                       | 1968 | 1975 | 1982 | 1990 | 1999 | 2007 |
| ------------------------------------------ | ---- | ---- | ---- | ---- | ---- | ---- |
| 315                                        | 305  | 273  | 249  | 222  | 230  | 255  |
| Des de 1962: població sense dobles comptes |      |      |      |      |      |      |

## Administració
| Període | Identitat         | Partit |
| ------- | ----------------- | ------ |
| 1977-   | Jean-Pierre Curat |        |